# Kore de Lyon
La Kore de Lyon es una escultura griega de mármol del monte Pentélico que representa el busto de una joven del tipo Kore, conservada en el Museo de Bellas Artes de la ciudad francesa de Lyon. Procedente de la Acrópolis de Atenas, generalmente se remonta a la década de 540 a. C. Considerada la pieza central del departamento de antigüedades del museo, la estatua fue adquirida entre 1808 y 1810.
La escultura es fragmentaria: el busto se conserva en Lyon con el número de inventario H 1993, mientras que la parte inferior y algunos fragmentos del brazo izquierdo se conservan en el Museo de la Acrópolis de Atenas, con el número de inventario Acr. 269. Después de una serie de comparaciones, la conexión entre los fragmentos fue establecida definitivamente en 1935 por Humfry Payne.
Fue una de las numerosas Kore de la Acrópolis de Atenas descubiertas durante la construcción del antiguo Museo de la Acrópolis en el depósito de los persas (Perserschutt), una capa de destrucción de las guerras médicas que contenía material desde el 570 a. C. hasta finales del siglo VI a. C. Representa el primer ejemplo de la influencia jónica que entró en la escultura ática en la segunda mitad del siglo y el primer uso del traje jónico en el Ática. La Kore de Lyon pertenece a la generación posterior a la Kore más antigua descubierta en la Acrópolis, catalogada como Acrópolis 593, y representa el comienzo de la nueva fase de la escultura ática que comienza en el tercer cuarto del siglo VI a. C.
Se ha sugerido que tuviera una función arquitectónica como cariátide o una función votiva. o función votiva.

## Descripción
Característica de su tipo, la Kore de Lyon es una escultura de mármol pentélico que mide 64 cm de altura, 36 cm de ancho y 24 cm de profundidad. Representa el busto de una joven majestuosa, que sostiene una ofrenda contra su pecho, un pájaro, identificado por algunos como una paloma. La escultura fue pintada originalmente. Influenciada por el arte de la costa jónica, está vestida con un quitón e himatión. Lleva un polos en la cabeza y pendientes.

### Problemas de identificación
Bernard de Montfaucon llegó a describirla como una estatua egipcia a principios del siglo XVIII. Esta teoría fue rápidamente descartada, pero su identificación siguió siendo debatida. Una cierta egiptomanía presente llevó a algunos investigadores a ver una "Isis gala", mientras que otros percibieron una "Venus arcaica". Hubo que esperar hasta principios del siglo XX y a una mayor comprensión del arte griego para refinar el análisis; mientras tanto, las identificaciones incluían una Afrodita jónica, una Atenea o la Astarté sidónica de Pafos, asimilada a Afrodita. En 1923, Henri Lechat publicó un inventario de la colección de moldes de la Universidad Lumière-Lyon II donde describió la estatua como "la parte superior de una estatua de Afrodita [...] vestida en estilo jónico [...] una Kore, específicamente una diosa por el polos en su cabeza e identificada como Afrodita por la paloma en su mano derecha". Pero Pane refutó esta hipótesis, argumentando que los polos no son estrictamente un atributo divino y reformuló la hipótesis de que era una cariátide debido a un agujero presente en la parte superior de la cabeza para la fijación de una espiga o una estatua votiva debido a su pequeño tamaño.

### ¿Jónico o ático?
La estatua tiene la estructura compacta y robusta que es típica de este período en Ática y se remonta a la Diosa de Berlín (Museo de Pérgamo, SK 1800, primer cuarto del siglo VI a. C.). Las características jónicas son claras, sobre todo el traje, compuesto por un quitón de mangas largas y un himatión prendido en diagonal sobre un hombro. En la escultura y la cerámica de figuras negras áticas, las mujeres contemporáneas usan los peplos dóricos sin mangas, sobre un quitón ligero y el himatión, cuando está presente, se prende en ambos hombros. La única representación arcaica del Ática que lleva el quitón sin peplo es la Diosa de Berlín, pero lleva el himatión de la manera tradicional simétrica. En Jonia, en cambio, el himatión diagonal está muy bien atestiguado desde el segundo cuarto del siglo VI a. C.. Otro elemento estilístico de la Kore de Lyon es la curva del himatión sobre las nalgas que no es imitada posteriormente por los escultores áticos, pero que es bastante frecuente en la pintura de vasijas contemporáneas y en la escultura de mármol del Oriente griego.

#### Sincretismo estilístico
Estas diferentes influencias (jónicas y atenienses) hacen que aún hoy no sea posible la identificación de la estatua. Sin embargo, de acuerdo con algunos criterios estilísticos y técnicos, la estatua pertenecería a la escultura ática del período arcaico (cabello grueso, mentón retraído, ojos almendrados), mientras sufre una influencia jónica (redondeo cincelado, líneas faciales suavizadas) que aumenta a finales del siglo VI a. C. Sin embargo, debe tenerse en cuenta que los elementos jónicos son mayoritarios, en particular el quitón de manga larga típicamente jónico, el himatión jónico y el polos decorado con flores de loto y palmetas. Sin embargo, el material, el mármol del norte de Atenas y la rigurosa composición, resuelven la cuestión a favor de un origen ático.
La Kore de Lyon es evidencia de un sincretismo estilístico. Sus proporciones vacilantes, la robustez rígida e incómoda y los detalles no realistas permiten que la estatua sea fechada en el período arcaico "maduro", alrededor del 550-540 a. C.

### Función
La cuestión de la función arquitectónica de la Kore de Lyon fue resuelta por Brunilde Sismondo Ridgway en 1986; la parte superior del polos tiene algunas características típicas de las cariátides, que Payne no observó directamente, sino solo a través de moldes enviados a Atenas. La escultura tiene una muesca en la parte superior a modo de espiga, apoyando la teoría de un papel arquitectónico. Otro elemento que apoyó esta conclusión era la inversión del himatión diagonal, típico de pares especulares en lugar de trabajos aislados. Además, el origen de la influencia jónica detectada en el estilo de la obra coincide con el origen cercano al oriente de la cariátide como característica arquitectónica. Por otro lado, la Kore es muy pequeña y solo cabría como la cariátide de un pequeño naiskos o una entrada secundaria e incluso así tendría que haber sido colocada en lo alto de un podio. Por tanto, no se puede excluir una función votiva.

## Historia

### Primeras menciones y adquisición del Louvre
Se desconoce cómo llegó la escultura desde Grecia al sur de Francia. Es posible que fuera traída por un aristócrata del siglo XVII de un Grand Tour, el viaje realizado por jóvenes caballeros de las clases altas de la sociedad europea para completar su educación, basado entonces en el estudio del griego y el latín. Antes de la conexión de los fragmentos de la Acrópolis con el torso en el museo de Lyon, se la llamó Afrodita de Marsella y era mencionada por primera vez en 1719 por Montfaucon en el segundo volumen de su obra, L'Antiquité expliquée, donde dijo que se guardaba en "el gabinete de Monsieur [Laurent] Gravier en Marsella" y la describió como perteneciente al estilo egipcio, con un búho en la mano derecha. A esta, le siguieron una serie de publicaciones de datos no verificados, que afirmaban que la ciudad de Marsella era el lugar del descubrimiento, una afirmación que parecía plausible porque era el sitio de Massalia, una antigua colonia de la ciudad jónica de Focea, fundada en el año 600 a. C. Entre varios propietarios indocumentados de korai, parece, según Henri Lechat, haber sido parte de la colección Tempier of Nîmes, vendida por un comerciante de antigüedades de Lyon llamado Mercier en diciembre de 1810 para el naciente museo local. Lechat declaró que era "griega, de Asia Menor". Según otras fuentes, el Museo de Bellas Artes de Lyon adquirió la estatua de la colección de Monsieur Pinochi de Nîmes. Durante este período, la estatua estaba incompleta, en particular carecía de su brazo izquierdo y sus piernas. La kore está presente en el catálogo del Museo de Lyon de 1816. El polos en la cabeza y la paloma se consideraron evidencia suficiente para identificar la estatua como una representación de Afrodita y la presencia del himatión diagonal llevó a la conclusión de que la estatua era de origen jónico.

### Fragmentos reunidos
Mucho más tarde, la investigación de Humfry Payne, de la Escuela Británica de Atenas, condujo al redescubrimiento de la parte inferior de una estatua que pensó que correspondía a la "Afrodita con la paloma" (el nombre con el que se conocía entonces a la estatua). Un elenco de Korai creado a petición de Payne confirmó esta hipótesis. Incluso pudo identificar fragmentos de cabello y, lo más importante, del brazo izquierdo en los fragmentos no inventariados del Museo de la Acrópolis. Los diversos fragmentos se reunieron a finales de la década de 1930 para reconstituir la estatua, que por lo tanto se identificó definitivamente como uno de las Korai de la Acrópolis de Atenas.

### Derrestauración
El fragmento principal en Lyon que consiste en la parte superior de la kore se complementó con moldes de los fragmentos en el museo de Atenas hasta 1994. Estos elementos se eliminaron entonces de acuerdo con "un principio museológico que deseaba, en aras de la verdad arqueológica y científica, sólo para mostrar el verdadero material de lo que se poseía, sin el uso de dispositivos de representación, como completar la escultura con otros materiales, yeso en este caso, como si este yeso fuera un sustituto preciso de la verdad", como expresó el profesor Jean-Claude Mossière, miembro asociado para el estudio de la Grecia antigua y contemporánea en la Escuela Francesa de Atenas. A diferencia del Museo de Lyon, el Museo de la Acrópolis optó por seguir presentando los fragmentos que posee con un molde de yeso de la parte superior.